# Gnetum interruptum
Gnetum interruptum — вид гнетоподібних з родини гнетових (Gnetaceae). Місцем проживання цього виду є цн.-зх. Африка: Камерун, Центральноафриканська Республіка, Конго, Екваторіальна Гвінея, Габон, Заїр.